# Cantone di Durban-Corbières
Il Cantone di Durban-Corbières era una divisione amministrativa dell'arrondissement di Narbona.
A seguito della riforma approvata con decreto del 21 febbraio 2014, che ha avuto attuazione dopo le elezioni dipartimentali del 2015, è stato soppresso.

## Composizione
Comprendeva i comuni di:
- Albas
- Cascastel-des-Corbières
- Coustouge
- Durban-Corbières
- Embres-et-Castelmaure
- Fontjoncouse
- Fraissé-des-Corbières
- Jonquières
- Quintillan
- Saint-Jean-de-Barrou
- Saint-Laurent-de-la-Cabrerisse
- Thézan-des-Corbières
- Villeneuve-les-Corbières
- Villesèque-des-Corbières